# Сутырин, Александр Александрович
Алекса́ндр Алекса́ндрович Суты́рин (1912, Кадницы, Кстовский район — 27 июня 1955, Ленинград) — Герой Советского Союза. В годы Великой Отечественной войны командовал дивизионом торпедных катеров. Капитан 1-го ранга (1954).

## Биография
Родился в 1912 году в селе Кадницы ныне Кстовского района Нижегородской области в семье потомственных волгарей. Русский. Окончил 10 классов, школу ФЗУ при заводе «Красное Сормово». Жил в посёлке городского типа Ленинская Слобода Кстовского района. Работал на заводе «Красное Сормово» в городе Горький.
В Военно-морском флоте с 1931 года. С 1931 по 1936 год учился в Ленинградском высшем военно-морском училище. Два года на Балтике командовал катером. В 1936 году назначен на Балтийский флот командиром катера, а в 1938 году командиром отряда торпедных катеров. В 1940 году был переведён на Черноморский флот командиром дивизиона торпедных катеров.
В боях Великой Отечественной войны с июня 1941 года. Его дивизион торпедных катеров участвовал в обороне Одессы, Севастополя, в высадке десанта на Мысхако, в штурме Новороссийска, совершал рейсы к берегам Румынии, сопровождал конвои, нес дозорную службу, искал подводные лодки, отражал налеты авиации, ставил мины на вражеских коммуникациях. Член КПСС с 1942 года.
Был командиром 2-го дивизиона торпедных катеров 1-й бригады торпедных катеров Черноморского флота в звании капитан-лейтенанта. В ходе Керченско-Эльтигенской десантной операции в ночь на 1 ноября 1943 года во главе группы торпедных катеров умело прикрывал дымовой завесой десант на переходе и в месте высадки, способствуя успеху боевых действий. 
Указом Президиума Верховного Совета СССР «О присвоении звания Героя Советского Союза офицерскому, старшинскому и рядовому составу Военно-Морского флота» от 22 января 1944 года за «форсирование Керченского пролива, высадку десантных войск и переброску техники на Керченский полуостров и проявленные при этом отвагу и геройство» удостоен звания Героя Советского Союза с вручением ордена Ленина и медали «Золотая Звезда».
Служил в Ленинграде. В конце 1954 года окончил Военно-морскую академию, получил звание капитана 1-го ранга. Его назначили командиром соединения на Балтийском флоте. Через полгода тяжело заболел и 27 июня 1955 года умер. Похоронен в Санкт-Петербурге на Серафимовском кладбище (24 уч.).

## Награды
Медаль «Золотая Звезда» и орден Ленина (22.01.1944), два ордена Красного Знамени (12.09.1943, 27.12.1951), орден Красной Звезды (06.11.1947), медаль «За оборону Одессы», Медаль «За оборону Севастополя», медаль «За оборону Кавказа», медаль «За боевые заслуги» (03.04.1944).

## Память
- Бюсты Героя установлены в селе Кадницы и посёлке Ленинская Слобода.
- Именем Героя названы улицы в городах Кострома, Киров, Нижний Новгород, Кстово, посёлке Ленинская Слобода, пассажирское судно Волжского пароходства (теплоход, названный его именем, был списан и разрезан в июне 2015 года[4]).